# Adrian S. Hollis
Adrian Swayne Hollis (* 2. August 1940 in Bristol; † 26. Februar 2013 in Wells, Somerset) war ein britischer Altphilologe und Großmeister im Fernschach.

## Leben
Adrian Hollis war der einzige Sohn von Sir Roger Hollis, des vormaligen Director–General des MI5 (1956–1965), und seiner ersten Frau, Evelyn Swayne. Christopher Hollis, Schriftsteller und konservativer Politiker, war sein Onkel, Crispian Hollis, der Bischof der Katholischen Kirche von Portsmouth, war sein Cousin ersten Grades und der anglikanische Suffraganbischof von Taunton, Right Revd George Arthur Hollis (1868–1944), ein Großvater, den er mit Crispian Hollis gemeinsam hatte.
Hollis besuchte das Eton College als King's Scholar und gewann dort 1958 die Newcastle Scholarship. Danach studierte er Classics an der Christ Church, Oxford. Er gilt als Schüler von William Spencer Barrett. Von 1964 bis 1967 war er Assistant Lecturer im Department of Humanity an der Universität St Andrews. 1967 kehrte er nach Oxford zurück, um an der dortigen Universität in der Nachfolge seines Lehrers Barrett die Stelle eines University Lecturer in Classics und die eines Tutorial Fellow am Keble College anzutreten, die er bis zu seiner Emeritierung 2007 innehatte.
2003 verlieh ihm die Universität St Andrews ein Ehrendoktorat.
1967 heiratete er Margaret Mair Cameron Edwards, mit der er einen Sohn und zwei Töchter hatte.

## Schachkarriere
Hollis war neben seiner altphilologischen Laufbahn britischer Fernschachmeister in den Jahren 1966 (geteilt), 1967 und 1971. Im Jahr 1976 erhielt er den Titel eines Fernschach-Großmeisters. 1982–1987 gewann er die neunte Fernschach-Olympiade, 1998 die Fernschach-Mannschaftsweltmeisterschaft als Mitglied des britischen Teams. Verschiedentlich vertrat er auch den Oxford University Chess Club in Wettbewerben mit der Cambridge University.
In den 1960er Jahren war Hollis auch im Nahschach aktiv, er nahm mit der englischen Mannschaft an fünf Studentenmannschaftsweltmeisterschaften (1960 bis 1964) teil, wobei er 1963 in Budva das beste Einzelergebnis am ersten Brett erreichte, ebenso gehörte er beim Clare Benedict Cup 1962 in Bern zur englischen Auswahl.

## Forschungsschwerpunkte
Hollis’  Forschungsschwerpunkte lagen in der hellenistischen und römischen Dichtung. Neben kommentierten Ausgaben des achten Buchs der Metamorphosen und des ersten Buchs der Ars amatoria Ovids dürfen die Edition des fragmentarisch überlieferten Gedichts Hecale des Kallimachos und die Edition von Fragmenten der römischen Dichtung als seine Hauptwerke gelten. Daneben hat er eine Unzahl von Artikeln, häufig textkritischer oder mikrophilologischer Natur, zu Autoren wie Euphorion von Chalkis, Choirilos von Samos, Philetas, Lykophron aus Chalkis, Nonnos von Panopolis auf der griechischen Seite und Catull, Horaz, Properz, Vergil und Statius auf der römischen verfasst.

## Schriften (Auswahl)
Editionen und Kommentare
- Ovid: Metamorphoses Book VIII. Edited with introduction and commentary. Clarendon Press, Oxford 1970.
- Ovid: Ars Amatoria Book I. Edited with introduction and commentary. Clarendon Press, Oxford 1977.
- Callimachus: Hecale. Edited with introduction and commentary. Clarendon Press, Oxford 1990; zweite, überarbeitete Auflage 2009. – Rez. von Peter Habermehl, in: H-Soz-u-Kult 16. November 2009.
- Fragments of Roman Poetry, c. 60 BC – AD 20. Edited with introduction, translation, and commentary. Oxford University Press, Oxford 2007. – Rez. von David Butterfield, in: Bryn Mawr Classical Review 2007.12.30; James E. G. Zetzel, in: Classical World 102, 2009, S. 347–348; Richard F. Thomas, in: The Classical Review 60, 2010, S. 128–130, (online).

Artikel
- Some Fragments of Callimachus’ Hecale. In: Classical Review 15, 1965, S. 259–260.
- Two Notes on Callimachus. In: Classical Review 22, 1972, S. 5.
- Some Allusions to Earlier Hellenistic Poetry in Nonnus. In: Classical Quarterly 26, 1976, S. 142–150.
- Notes on Callimachus’ Hecale. In: Classical Quarterly 32, 1982, S. 469–473.
- Ovid, Heroides 21.229-230 and Callimachus, fr. 67.3-4. In: Liverpool Classical Monthly 16, 1991, S. 90–91.
- Attica in Hellenistic Poetry. In: Zeitschrift für Papyrologie und Epigraphik 93, 1992, S. 1–15, (online) (PDF; 137 kB).
- The Nuptial Rite in Catullus 66 and Callimachus' Poetry for Berenice. In: Zeitschrift für Papyrologie und Epigraphik 91, 1992, 21–28, (online) (PDF).
- Hellenistic Colouring in Virgil's Aeneid. In: Harvard Studies in Classical Philology 94, 1992, S. 269–285.
- [Oppian], Cyn. 2,100–158 and the Mythical Past of Apamea–on–the–Orontes. In: Zeitschrift für Papyrologie und Epigraphik 102, 1994, S. 153–166, (online) (PDF).
- Rights of Way in Ovid (Heroides 20.146) and Plautus (Curculio 36). In: Classical Quarterly 44, 1994, S. 545–549.
- Statius’ Young Parthian King (Thebaid 8.286–93). In: Greece & Rome 41, 1994, S. 205–212.
- mit J. R. Rea und R. C. Senior: A Tax Receipt from Hellenistic Bactria. In: Zeitschrift für Papyrologie und Epigraphik 104, 1994, S. 261–280, (online) (PDF; 1,1 MB).
- Heroic Honours for Philetas? In: Zeitschrift für Papyrologie und Epigraphik 110, 1996, S. 56–62, (online) (PDF).
- Laodice Mother of Eucratides of Bactria. In: Zeitschrift für Papyrologie und Epigraphik 110, 1996, S. 161–164, (online) (PDF).
- Octavian in the Fourth Georgic. In: Classical Quarterly 46, 1996, S. 305–308.
- Traces of Ancient Commentaries on Ovid's Metamorphoses. In: Papers of the Leeds International Latin Seminar 9, 1996, S. 159–174.
- Virgil's Friend Varius Rufus. In: Proceedings of the Virgil Society 22, 1996, 19–33.
- A New Fragment on Niobe and the Text of Propertius 2.20.8. In: Classical Quarterly 47, 1997, 557–582.
- Some neglected verse citations in Hesychius. In: Zeitschrift für Papyrologie und Epigraphik 123, 1998, S. 61–71, (online) (PDF).
- Darkness on the Mountains: A Fragment of Callimachus’ Hecale? In: Zeitschrift für Papyrologie und Epigraphik 123, 1998, S. 72, (online) (PDF).
- Callimachus, Epigram 9 G.–P. = 44 Pf. = Anth. Pal. 12,139. In: Zeitschrift für Papyrologie und Epigraphik 123, 1998, S. 73–74, (online) (PDF).
- Two Adynata in Horace, Epode 16. In: Classical Quarterly 48, 1998, S. 311–313.
- A Tragic Fragment in Cicero, Pro Caelio 67? In: Classical Quarterly 48, 1998, S. 561–564.
- The Hellenistic Epyllion and Its Descendants. In: S. F. Johnson (Hrsg.), Greek Literature in Late Antiquity: Dynamism, Didacticism, Classicism. Ashgate, Aldershot 2006, S. 141–157.

Nachrufe auf William Spencer Barrett
- William Spenser Barrett, 1914–2001. In: Proceedings of the British Academy 124, 2004, S. 25–36, (Digitalisat).
- Barrett, William Spencer (1914–2001). In: Robert B. Todd (Hrsg.), The Dictionary of British Classicists. Bristol 2004, I 54–55.
- Spencer Barrett. Oxford don devoted to classics and his college. In: The Guardian, Wednesday 17 October 2001